# Казка про трьох сестер
«Казка про трьох сестер» (тур. Kiz Kardesler) — драматичний фільм 2019 року режисера Еміна Алпера, створений у копродукції Туреччини, Німеччини, Нідерландів та Греції. Світова прем'єра відбулася 11 лютого 2019 року на 69-му Берлінському міжнародному кінофестивалі, де фільм брав участь в основній конкурсній програмі у змаганні за «Золотого ведмедя» .

## Сюжет
У 1980-х роках трьох сестер після смерті матері віддають на виховання в різні села. Через багато років дівчинки повертаються в рідні краї і знаходять одна одну…

## У ролях
| • Джемре Ебуззія | … | Рейхан  |
| • Едже Юксель    | … | Нурхан  |
| • Хелін Кандемір | … | Хавва   |
| • Кайхан Ачикгез | … | Вейсель |
| • Мюфіт Каяджан  | … | Севкет  |
| • Кубілай Тунчер | … | Некаті  |

## Знімальна група
- Автор сценарію — Емін Алпер
- Режисер-постановник — Емін Алпер
- Продюсери — Надір Оперлі, Музаффер Йилдирим
- Асоційовані продюсери — Нікос Мутелос, Енгін Палабіїк
- Співпродюсери — Марен Аде, Йонас Дорнбах, Яніна Яковскі, Лізетт Келдер, Еніс Костепен, Йоргос Цурджианніс
- Оператор — Емре Еркмен
- Композитори — Георгос Папайоану, Нікос Папайоану
- Монтаж — Джиджек Кахраман
- Художник-постановник — Ісмаїл Дурмаз
- Художник-костюмер — Альцесте Тоска Вегнер
- Артдиректор — Осман Канкірилі

## Нагороди та номінації
| Список нагород та номінацій                | Список нагород та номінацій | Список нагород та номінацій | Список нагород та номінацій | Список нагород та номінацій | Список нагород та номінацій |
| Кінофестиваль/Кінопремія                   | Рік                         | Категорія                   | Номінант(и)                 | Результат                   | Дж                          |
| ------------------------------------------ | --------------------------- | --------------------------- | --------------------------- | --------------------------- | --------------------------- |
| 69-й Берлінський міжнародний кінофестиваль | 2019                        | Золотий ведмідь             | Казка про трьох сестер      | Номінація                   | [ 1 ]                       |